# Bakari Koné
Bakari Koné (Abidjan, 1981. szeptember 17. –) elefántcsontparti labdarúgó, jelenleg a Lekhwiya Sports Club játékosa.

## Sikerei, díjai
- háromszoros elefántcsontparti bajnok: 2000, 2001 és 2002 az ASEC csapatával
- az Év Játékosa a Ligue 2-ben az FC Lorient játékosaként
- a Ligue 2 gólkirálya 2005-bent (24 góllal)
- ezüstérmes a 2006-os Afrikai Nemzetek Kupáján
- ezüstérmes a francia Ligakupában az OGC Nice csapatával